# Trifolium gracilentum
Trifolium gracilentum är en ärtväxtart som beskrevs av John Torrey och Asa Gray. Trifolium gracilentum ingår i släktet klövrar, och familjen ärtväxter.

## Underarter
Arten delas in i följande underarter:
- T. g. gracilentum
- T. g. palmeri